# 三重県立津高等学校
三重県立津高等学校（みえけんりつ つこうとうがっこう）は、三重県津市新町に所在する公立高等学校。
前身である津中学校が県庁舎移転後の跡地に1880年（明治13年）に開校した津中学校を前身とする。2007年（平成19年）4月よりスーパーサイエンスハイスクール指定校となった。通称は「津高」（つこう）。校名が「津（つ）」と単音であるため、高等学校としては日本一短い校名としても知られる。

## 設置学科
- 普通科

## 特色
1学年は、2019年（令和元年）度より40人の8クラスで計320人である。令和5年現在の在校生に関するデータでは、各学年とも男子生徒が55％前後、女子生徒が45％前後である。2年次と3年次は文系クラスと理系クラスに別れ、8クラス中、3クラスは文系、5クラスは理系である。
授業は、2002年（平成14年）度より65分授業（1日5限・金曜日は5時限目にSSHとLHR有。また、隔週月曜日は6時限授業。）となった。1時限の授業が長いため、グループワークなどが授業に盛り込まれることも多い。また、津高校は2学期制（3学期制と違い、前期・後期となる）を導入している。このシステムは定期試験の回数を極力減らし、授業時間を確保するという目的のもと実行されていて、少ない定期試験の代わりに長期休暇明け直後に行われる校内模試や確認テストといった1日ないし2日間で終わらせるテストを充実させ、試験回数を補填している。
制服は制定されていないが、戦後まもない頃は私服の生徒はほとんどいなかったという。
2010年（平成22年）に津高校130周年・同窓会設立50周年を記念して「母校の教壇」を開催。翌年からは「有造塾」として卒業生による講演を毎年実施しているが、名前の由来とされる津藩の藩校「有造館」と津高等学校とは、沿革の通り歴史的・教育内容的には直接の関係は存在しない
2018年（平成30年）には三重県で唯一、文部科学省が指定するSSHの三期の指定を受けた。
2023年（令和5年）には文部科学省が指定するSSHの四期の指定を受けた。

## 沿革

### 津中学校
- 1880年1月25日 - 津藩校有造館跡地（現：NTT津丸の内ビル）にあった県庁舎移転後に内務省から同地を与えられ津中学校開校。
- 1886年 - 安濃郡古河村（現：西橋内中学校）に校舎を移転。
- 1899年4月 - 三重県第一尋常中学校と改称。（通称：津中学校）
- 1901年5月 - 三重県立第一中学校と改称。（通称：津中学校）
- 1919年8月8日 - 三重県立津中学校と改称。

### 津高等女学校
- 1901年4月10日 - 私立津市女学校（現：津センターパレス）を県立に移管し、三重県立高等女学校として開校。
- 1903年10月 - 柳山（現：三重県立夢学園）に校舎を移転。
- 1922年4月1日 - 三重県立津高等女学校と改称（通称：三重県立高等女学校）。

### 津高等学校
- 1948年5月23日 - 新学制により津中学校と津高等女学校が統合し、三重県津高等学校誕生。
- 1949年4月25日 - 学区制の実施により津市立高等学校を吸収。
- 1951年
  - 2月19日 - 津高新聞復刊第1号を発行。
  - 3月31日 - 三重県立津高等学校と改称。
  - 4月25日 - 商業科、定時制普通科を廃止。
  - 4月 - 校章を制定。
- 1953年
  - 12月19日 - 校歌（作詞：山口誓子、作曲：信時潔）を発表。
  - 8月4日 - 多治見工業高校を破って三岐代表として甲子園出場権を得る。（初戦敗退）
- 1955年3月25日 - 沖創刊号を発行。
- 1962年
  - 12月2日 - 午前3時半頃、木造校舎職員室付近で出火。本館及び1号館の23室が全焼。
  - 12月10日 - 体育館を10に仕切り、1年生の特設教室とする。
- 1963年4月14日 - 新校舎第1期起工式を挙げる。（焼失した校舎の再建工事）
- 1964年2月22日 - 2月24日 - 再建された校舎へ移転作業。
- 1965年1月10日 - 音楽担当教諭と理科担当教諭が正門前の横断歩道で近鉄タクシーにはねられ、死去。これがきっかけとなり、後に津高交通安全の日が設けられる。
- 1974年 - 総合選抜制度（学校群制度）導入、三重県立津西高等学校とともに第2群となる。
- 1980年2月4日 - 創立百年記念館の起工式を挙げる。
- 1995年 - 三重県立津西高等学校との総合選抜制度（学校群制度）解消、二学期制を導入。
- 2001年 - シラバス及び類型制を導入。体育祭が廃止される。
- 2002年 - 1限あたりの授業時間を50分から65分に延長する。
- 2007年 - スーパーサイエンスハイスクールに指定（指定期間は5年間）。
- 2010年10月6日 - 体育祭が再び開かれる。

## 教育方針

### 教育目標
- 自主自律の精神を養い、恒に清新の気風に満ちた心豊かな人間を育成する。

### 教育方針
1. 伝統を重んじ、堅実な校風の継承・発展をはかる。
2. 人権を重んじ、自由と責任を自覚した人間としてのあり方生き方を培う。
3. 積極的な学習態度を育成するとともに、個性の伸張をはかる。

## 地理
電車通学の生徒の大半は、近鉄名古屋線「津新町駅」から国道163号線より一つ南側の細い道（通称「津高街道」ないし「津高ロード」とも）を歩いて通学する。また、この道は登校時大変混雑するため、1年生はさらに南のプラザ洞津横を通る道（通称、「1年生ロード」）を使って登校することになっている。ちなみに、この津高ロードと1年生ロードの間の細い道は「カップルロード」と呼ばれている。
自転車通学、歩行通学の通学路は原則としてない。また、近鉄沿線ということもあり、通学に1時間程度かかる伊賀地方の名張市や伊賀市、また鈴鹿市からの遠距離通学者も多く見られる。

## 施設
校舎は本館と1号館から4号館までがあり、その他に体育館、武道場、プールと更衣室、クラブハウス、ブルペン、弓道場、トレーニング場の建物によって構成される。

### 現在使用されている校舎
- 本館 - 正面玄関、校長室、事務室、職員室、進路指導室、生徒指導室、第二パソコン室（旧視聴覚室）、数学科・国語科・英語科研究室などがある。
- 1号館 - 1・2年生の教室、パソコン室などがある。
- 2号館 - 保健室、健康相談室、教育情報室、体育科研究室、社会科研究室、3年生の教室などがある。
- 新3号館 - （新）理科棟とも。屋上には天体望遠鏡がある。
  - 1階 - 物理室2部屋と準備室、研究室、多目的トイレ
  - 2階 - 化学室2部屋と準備室、研究室、女子トイレ
  - 3階 - 生物室2部屋と準備室、研究室、男子トイレ
  - 4階 - 地学室（階段教室）と準備室、研究室、岩石標本室、天体観測準備室、天文ドーム、バルコニー、女子トイレ
- 4号館 - 家庭科教室、調理実習室、和室、図書館、同窓会室、美術室、書道教室、音楽室がある。

### 過去に使用されていた校舎
- 旧図書館 - 新理科棟の建設により取り壊され、現在は4号館内にある。
- 旧3号館 - 理科棟とも。屋上には天体望遠鏡があった。

## 部活動
運動部で約600人、文化部で約350人と掛け持ちは認められているが、80%近くの生徒が何かしらの部活に所属している。また、生徒会は執行部制を採用しており、投票によって選出される任期半年の生徒会役員のほかにも一般生徒が部活動として生徒会活動に参加・貢献できるようになっている。応援団は厳密には文化系・体育会系といったカテゴリに分けられず、生徒会直属機関となっている。生徒会執行部は部活動に含まれず、会長・副会長以外は有志で誰でも入ることができる。

### 主要な文化部
- Jr.com部 - 漫研とほぼ同義である。月一回、イラスト集を配布している。
- 国際交流部 - ALTや留学生と見識を深める部。
- 邦楽部 - 琴などの日本古来の楽器を演奏する部。
- 軽音楽部 - バンド活動を行う部。文化祭の時にライブがある。部室は1号館の階段下にある倉庫である。
- ホームライフ部 - 実質は料理部。文化祭では蒸しケーキを販売するが、毎年完売している[6]。
- 吹奏楽部 - ブラスバンド部。過去、朝日吹奏楽コンクールおよび中日コンクールでは上位入賞を数多く果たし、県代表を争う一角を担っていた。
- 音楽合唱部 - 合唱をする部。全日本合唱コンクールなどに出場している。
- 書道部 - 書を楽しむ部。書の甲子園において東海地区二連覇を果たした。
- ダンス部 - ロックダンスを中心にダンスをする部。通称：つこだん。また津市内のダンスサークルであるFLOWER DANCERずとの兼任者が多い。
- SSC部（Super Science Club） - SSH部により発足。天文・化学・生物・物理・数学部会に分かれ、個々で活動している。
- クイズ研究部 - 通称ZESt。2020年より同好会から部活に昇格した。活動は週に2回だが、隔週で月曜日に活動することもある。

※ 上記のほかにもさまざまな部活、同好会がある。

### かつて存在した部活動
- 演劇部（2015年4月同好会として復活）
- 電気部（1945年 - 2007年） - 当初は電気工作をする部活であったが、廃部直前はWebページを制作するだけであった。
- 山岳部 - 冬季以外は山に登っていた。
- 薙刀部（1937年5月19日 - 19xx年）
- 柔道部
- 体操部
- 地歴部 - 1949年（昭和24年）に、のちに国指定史跡となる明合古墳を発見した[7]。
- 図書部
- 放送部 - 昼食時の放送、学校行事での放送、学校行事での放送器具準備、クラブ紹介ビデオ制作、NHK放送コンクールへの出場を行っていた。

※ ただし、廃部や存在しない部の競技の大会に高校名を使って参加することは可能。

## 交通アクセス
- 近鉄名古屋線「津駅」東口、三重交通バス1番乗り場より、91-1系統平木行き、91-5殿舟団地行き、93-1系統片田団地行き、4番乗り場95-1系統穴倉行きに乗車、「津高校前」停留所下車、徒歩で約3分。
- 近鉄名古屋線「津新町駅」三重交通バス3番乗り場より、91-1系統平木行き、91-5殿舟団地行き、93-1系統片田団地行き、4番乗り場95-1系統穴倉行きに乗車、「津高校前」停留所下車、徒歩で約3分。
  - 「津新町駅」から徒歩の場合は、駅から約10分程度。

## 著名な出身者
- 青木みか - 栄養学者、名古屋女子大学名誉教授
- 東家三楽 (5代目) - 浪曲師、日本浪曲協会会長
- 渥美俊一 - 経営コンサルタント
- 甘粕正彦 - 陸軍軍人、陸軍憲兵大尉、満州映画協会理事長
- 荒木真一 - 環境技官、内閣府政策統括官、原子力規制庁長官官房審議官
- 幾原雄一 - 工学者、東京大学教授、元京都大学教授、日本顕微鏡学会会長
- 生悦住求馬 - 内務官僚、内務省警保局図書課長、宮城・千葉県知事（官選）
- 池田克 - 司法官僚、大審院次長検事、司法省刑事局長・思想部長。最高裁判事
- 池村和也 - エスビー食品代表取締役社長
- イケムラレイコ - 画家
- 一尾直樹 - 映画監督
- 稲森宗太郎 - 歌人
- 茨木政彦 - 週刊少年ジャンプ 元編集長、ジャンプスクエア現編集長
- 岩津資雄 - 歌人、国文学者
- 浦口史帆 - 東海テレビアナウンサー
- 大久保房男 - 編集者、作家
- 太田蘭三 - 小説家
- 大海原重義 - 内務官僚、山梨県・岡山県・京都府知事（官選）
- 岡村初博 - 政治家、津市長
- 奥田務 - 関西経済同友会代表幹事、大丸代表取締役会長 兼 最高経営責任者（CEO）
- 奥村莉子 - 三重テレビアナウンサー
- 奥山道郎 - 陸軍大佐、義烈空挺隊長
- 小津正次郎 - 実業家、阪神タイガース球団社長兼阪神電鉄専務取締役
- 乙部辰良 - 財務省関東財務局長
- 小野耕一郎 - 衆議院議員
- 加藤佳子 - 日本画家、日本画教室講師
- 川喜田半泥子 - 実業家、陶芸家
- 木村俊夫 - 衆議院議員、外務大臣
- 鬼頭白雨 - 歌人
- 川瀬裕子 - 北陸放送アナウンサー
- 川端康生 - フリーライター
- 神崎正英 - セマンティック・ウェブ技術研究者
- 岸野文郎 - 大阪大学名誉教授、日本バーチャルリアリティ学会会長、津高大阪同窓会会長
- 城多又兵衛 - 声楽家、音楽教育者、音楽学者、作曲家
- 木下俊也 - 薬剤師、臨床検査技師
- 久野誠 - CBCテレビアナウンサー
- 熊澤一衛 - 実業家、歌人
- 倉田太一 - 柔道家
- 倉本一宏 - 歴史学者、国際日本文化研究センター（日文研）教授、総合研究大学院大学（総研大）文化科学研究科 国際日本研究専攻教授
- 黒川みどり - 歴史学者、静岡大学学術院教育学領域教授
- 黒崎竜也 - 競艇選手
- 小久保修 - 小説家
- 小林峻一 - ノンフィクション作家
- 小林貴虎 - 政治家、三重県議会議員
- 駒田早代 - 津軽三味線奏者、長唄三味線、民謡
- 駒田信二 - 作家、評論家、中国文学者
- 近藤典生 - 環境共生学者、探検家
- 笹尾鉄三郎 - 牧師、神学校教師、宗教家、讃美歌作家
- 佐々木敏 - 東京大学大学院医学系研究科教授
- 佐藤昌胤 - 画家
- 篠原誠 - 電通クリエイティブ・ディレクター、CMプランナー
- 下津清太郎 - 官僚、歴史研究者（西洋史）
- 下山定則 - 鉄道官僚、日本国有鉄道初代総裁
- 住沢博紀 - 政治学者、日本女子大学家政学部家政経済学科教授
- 高山成雄 - 伯東創業者
- 玉井金五 - 経済学者[8]
- 田村憲司 - 実業家、日本土建名誉会長、三重県商工会議所連合会会長
- でか美ちゃん - タレント、歌手
- 寺西信一 - エンジニア、エリザベス女王工学賞受賞[9]
- 東畑四郎 - 食糧庁長官、農林事務次官、日銀政策委員などを歴任
- 東畑精一 - 農業経済学者、東京大学名誉教授、アジア経済研究所所長、文化勲章
- 中川正春 - 政治家、衆議院議員
- 中谷孝雄 - 小説家
- 中村悌次 - 海軍大尉、第11代海上幕僚長
- 西久保豊一郎 - 陸軍少佐
- 西田律夫 - 生態学者、京都大学名誉教授
- 橋本策 - 橋本病を発見した医学博士
- 長谷川素逝 - 俳人
- 服部重彦 - 島津製作所社長、日本航空宇宙工業会副会長、京都工業会会長
- 服部四郎 - 言語学者、東京大学名誉教授、日本学士院会員
- 弘田龍太郎 - 作曲家
- 藤原松三郎 - 数学者
- 堀川美哉 - 衆議院議員、津宗教家
- 堀出一郎 - 元TBSブリタニカ社長、元サントリー取締役・監査役・顧問、麗澤大学名誉教授
- 本田理紗子 - 歌手、女優
- 前葉泰幸 - 津市長、総務省職員
- 松井春生 - 東京都長官（1946年6月 - ）、大阪府知事（1946年1月 - ）、内閣調査官、革新官僚
- 馬瀬紀夫 - ハーゲンダッツジャパン社長
- 三浦佑之 - 国文学者（古代文学・伝承文学）、千葉大学名誉教授、立正大学教授、三浦しをんの父
- 水町庸子 - 女優
- 宮村智 - 駐ケニア大使、世界銀行理事
- 森英樹 - 法学者、名古屋大学名誉教授
- 森田功 - 医者、作家
- 森田慶一 - 建築家、京都大学名誉教授
- 山路芳久 - テノール歌手
- 山田泰之 - 工学者、法政大学准教授
- 吉田英生 - 工学者、京都大学名誉教授
- 吉村英夫 - 映画史研究者、愛知淑徳大学非常勤講師、著述業、映画評論家、一行詩提唱者
- 若林茂則 - 言語学者、中央大学副学長
- 野田哲造 - 住友銀行会長

## 著名な教員
- 森外三郎 - 数学者。三重県尋常中学校教諭、後に第三高等学校校長
- 藤島武二 - 洋画家。1893年（明治26年）から3年間、三重県尋常中学校の助教諭
- 鹿子木孟郎 - 洋画家。1896年（明治29年）から3年間、三重県尋常中学校助教諭、教諭
- 赤松麟作 - 洋画家。1900年（明治30年）から3年間、三重県尋常中学校助教諭
- 高橋俊人 - 歌人、郷土史家。三重県立津高等女学校の教諭を担当
- 中山義秀 ‐ 小説家。三重県立津中学校において英語を担当

## 備考
- 校歌は俳人の山口誓子によって作詞され、作曲家の信時潔によって作曲されている。津高の公式サイトでダウンロードして聞くことができる。また視聴できる校歌は3パターンある。また、山口誓子によって詠まれた俳句の句碑が中庭などに数個設置されている。
- 1939年（昭和14年）11月1日 - 高等女学校の生徒が通学途上、中勢鉄道の脱線転覆事故に巻き込まれて死者2人、重軽傷者多数という被害が出た[10]。

## 脚註
1. ↑  平成31年度三重県立高等学校入学定員について - 三重県教育委員会、2018年7月10日。2020年6月6日閲覧。
2. ↑  「津高校百三十周年の歴史 其ノ八」（津高新聞第232号、2010年5月27日発行）
3. ↑  SSH 三重県立津高等学校
4. ↑  “スーパーサイエンスハイスクール（SSH）第Ⅳ期 指定校に内定しました［2023.3.15］ | SSHのお知らせ | 津高SSH”. 三重県立津高等学校. 2023年3月17日閲覧。
5. 1 2 3  沖第54号（三重県立津高等学校生徒会）
6. 1 2  沖第55号（三重県立津高等学校生徒会）
7. ↑  津市生涯学習課"津市－生涯学習課－「文化」明合古墳群"（2011年6月21日閲覧。）
8. ↑  三重県立津高等学校. “キャリアモデル派遣事業「三重県版ようこそ先輩」実施報告書”.   三重県学校ネットワーク. 2016年3月14日時点のオリジナルよりアーカイブ。2016年3月14日閲覧。
9. ↑  新着情報 - 三重県立津高等学校同窓会
10. ↑  ガソリンカーが転覆、女学生ら死傷『伊勢新聞』（昭和14年11月2日夕刊）『昭和ニュース辞典第7巻 昭和14年-昭和16年』p743 昭和ニュース事典編纂委員会 毎日コミュニケーションズ刊 1994年